# Colline fortifiée de Porvoo
La grande colline fortifiée (finnois : Iso Linnamäki) ou colline fortifiée de Porvoo (finnois : Porvoon linnamäki) est une colline fortifiée à Porvoo en Finlande,,,.

## Présentation
Au centre de Porvoo, le long de la rivière Porvoonjoki et en bordure du vieux Porvoo, se trouve une colline fortifiée dont la construction remonte au Moyen Âge, bien qu'il existe des traces antérieures de l'utilisation du site.
La fortification de Porvoo a été modifié à quelques reprises depuis lors. 
Avec le Vieux Porvoo, la colline fortifiée de Porvoo fait partie des Sites culturels construits d'intérêt national en Finlande,,.